# Виолета Бахчеванова
Виолета Янакиева Бахчеванова е българска актриса.

## Биография
Родена е през 1935 г. Бащата на Виолета, макар и с икономическо образование, пее с Борис Христов в „Гусла“. Там е чут от Стефан Македонски, след което е поканен в Операта.
Завършва ВИТИЗ „Кръстьо Сарафов“ през 1959 г. със специалност „актьорско майсторство“ в класа на професор Филип Филипов.
След това започва да играе в Драматичния театър „Адриана Будевска“ в Бургас заедно със състудентите си Васил Стойчев, Вълчо Камарашев, Живко Гарванов, Лили Райнова и Асен Кисимов, където за един сезон (1960 г. & 1961 г.) изиграва 4 главни роли. Дебютът ѝ в Народния театър „Иван Вазов“ е през 1961 г. в ролята на Мария Десислава в пиесата „Иван Шишман“ на Камен Зидаров, постановка на Николай Люцканов, която се представя 315 пъти, рекорд за най-дълго играна главна роля в народния театър „Иван Вазов“. Пенсионирана е през 1995 г. Играе в постановки на Театър 199.
Омъжена е за Васил Стойчев (също актьор) на 17 април 1960 г., а кумове им стават поетът Найден Вълчев и актрисата Мария Долапчиева. Двамата имат пано с отпечатъци на Стената на славата пред Театър 199, където активно играят.
Виолета Бахчеванова има многобройни участия в Българското радио. Пее с Райна Кабаиванска в хора на девойките.
Съвместно със съпруга ѝ представят рецитали и поетични спектакли в България и в чужбина. През 1976 г. & 1977 г. е преподавателка във ВИТИЗ. Носителка на национални награди и отличия.
През 70-те години на 20-и век се занимава активно с дублаж на филми и сериали, измежду които „Великият диктатор“ (дублаж на БТ).
През 2001 г. излиза нейната книга „...А театърът може без всеки нас“.
През 2013 г. заедно с Васил Стойчев получават наградата Икар за „Изключителен творчески принос към българския театър“.
Нейни дъщери са Десислава Стойчева, Биляна Стойчева-Хорисян, неин зет е Атанас Атанасов, а нейни внуци са Алиса Атанасова и Ясен Атанасов.
Виолета Бахчеванова умира на 86 години на 23 август 2021 г. в София. На 27 август от 12:00 ч. във фоайето на народния театър „Иван Вазов“ е поклонението пред тленните ѝ останки.
Погребана е в алеята на творците на Централни софийски гробища до своя съпруг Васил Стойчев.

## Признание и награди
- Заслужил артист (1970)
- Носител е на наградата „Икар“ на Съюза на артистите в България, заедно с Васил Стойчев, за „Изключителен творчески принос към българския театър“, 2013.

## Театрални роли
- „Барабанчица“ (Афанасий Сантински) – Нина Снизико
- „Винева градина“ (Антон Чехов) – Раневская
- „Иван Шишман“ (Камен Зидаров) – Мария Десислава
- „Казаларската царица“ (1971) (Иван Вазов) – Фотина

## Телевизионен театър
- „Да отгледаш кукувица“ (1987) (сц. и реж. Иван Рачев по едноименната повест на Дико Фучеджиев)
- „Чудото на свети Антоний“ (1987) (Морис Метерлинк) – слугинята Виргиния
- „Гнездото на глухаря“ (1987) (Виктор Розов)
- „Главният редактор“ (1987) (Игор Барах и Олег Сатник)
- „Чичовци“ (1984) (Иван Вазов), мюзикъл
- „Царска милост“ (1984) (Камен Зидаров), 2 части
- „Рози за доктор Шомов“ (1984) (от Драгомир Асенов, реж. Димитрина Гюрова и Николай Савов)
- „Покана от Париж“ (1982)
- „Вестникар ли?“ (1982) (от Иван Вазов, реж. Асен Траянов) – Лисавета
- „Хъшове“ (1982) (Иван Вазов) – г-жа Добрева
- „Федра“ (1982) (Жан Расин)
- „Иван Шишман“ (1981) (Камен Зидаров) – Теодора-Сара
- „Шлагери“ (1980) (Любен Попов)
- „Болшевики“ (1980) (Михаил Шатров) 2 части
- „Берачът на малини“ (1978) (Фриц Ховендер)
- „Едно момче ходи по вълните“ (1977) (Михаил Величков)
- „Д-р“ (1977) (Бранислав Нушич)
- „Женитба“ (1977) (Николай Гогол)
- „Не подлежи на обжалване“ (1973) (Лозан Стрелков)
- „Вампир“ (1970) (Антон Страшимиров)
- „Трагичната история на д-р Фауст“ (1970) (Кристофър Марлоу, реж. Павел Павлов) – Чревоугодието
- „Кристалната пантофка“ (1965) (Тамара Габе)

## Филмография
| Година | Филми и Сериали                        | Серии | Копродукции                                            | Роля                                       |
| ------ | -------------------------------------- | ----- | ------------------------------------------------------ | ------------------------------------------ |
| 1990   | Под игото (тв сериал)                  | 9     | България/Унгария                                       | Юрданица (в 4 серии: I, III, IV, V)        |
| 1987   | Каменната гора (тв)                    |       |                                                        |                                            |
| 1984   | Вик за помощ                           |       |                                                        | доведената майка на Георги                 |
| 1983   | Ако те има                             |       |                                                        | майката на Нели                            |
| 1979   | Аберацио Иктус (тв сериал)             | 3     |                                                        |                                            |
| 1979   | Фильо и Макензен (тв сериал)           | 7     |                                                        |                                            |
| 1976   | Войници на свободата (Солдаты свободы) | 4     | СССР/България /Унгария/ГДР/Полша /Румъния/Чехословакия | Роза Димитрова (в 1 серия: I)              |
| 1976   | Два диоптъра далекогледство            |       |                                                        | хазяйката                                  |
| 1974   | Славното момче (тв)                    |       |                                                        | Роза, майката на Румен                     |
| 1969   | Село край завод                        |       |                                                        | Игна, жената на Съботин                    |
| 1958   | Големанов                              |       |                                                        | Вена Големанова, дъщеря на Йовчо Големанов |
| 1958   | Ребро адамово                          |       |                                                        |                                            |